# 本門寺 (三豊市)
高永山 本門寺（こうえいざん ほんもんじ）は、香川県三豊市三野町下高瀬にある日蓮正宗の本山格寺院である。通称､讃岐本門寺（さぬきほんもんじ）。大坊さん（だいぼうさん）と呼ばれている。

## 起源と歴史
甲斐の大石寺信徒秋山泰忠が、四国へ所領替えを命じられたとき、日蓮の弟子日興に教導師の派遣を要請。日興は、秋山家出身の寂日房日華を讃岐へ派遣した。（日華が下讃していないという説もある）
- 1289年（正応2年）、秋山泰忠は、日華を開基として那珂郡丸亀田村町へ方八町の伽藍を建立。本門寺と号したが、その後、兵火で全焼。日華も病のため大石寺へ帰った。
- 1323年（元亨3年）、秋山泰忠は、日華の後任として来た本六僧の日仙を開基として下高瀬に法華堂〔本門寺〕を建立した。
- 1612年（慶長17年）、大弐日円の大石寺参詣の帰途、日興の墓参で大石寺近郊の北山本門寺に立ち寄った所、北山の日健から「法華寺久遠院日円上人」と書かれた本尊を渡される
- 1646年（正保3年）、日円の本尊を根拠として北山の日優が突然、「讃岐本門寺は北山の末寺である」と通告〔讃岐法難〕
- 1647年（正保4年）、16代住職日教が寺社奉行へ訴え出るも、「法華寺」に改称させられ、北山本門寺の末寺となる
- 1876年（明治9年）、 大石寺、北山本門寺など富士門流に所属する8本山とその末寺による日蓮宗興門派の設立に参加。
- 1899年（明治33年）、日蓮宗興門派は本門宗と改称。
- 1941年（昭和16年）、本門宗が宗教団体法にもとづき三派合同したのにともない日蓮宗に帰属。
- 1945年、宗教団体法廃止、宗教法人令の発令。宗教法人は認可制から届け出制に。
- 1946年（昭和21年）、日蓮宗を離脱、旧名に戻し、日蓮正宗へ帰属した。

また、大石寺66代住職の日達が当寺の37代、大石寺67代の日顕が38代を兼務した（その間、当時の副住職が本門寺を維持管理していた）。現41代住職は慧浄院日経（梶原日経、千葉県市川市弾正寺より晋山）

## 歴代住職
- 初代　 上蓮阿百貫房日仙上人
- 第2代　寂日坊日華上人
- 第3代　大弐阿日壽
- 第4代　日山
- 第5代　日門
- 第6代　左京阿日香
- 第7代　日迎
- 第8代　日院
- 第9代　日鬼
- 第10代　日盛
- 第11代　日秀
- 第12代　日堯
- 第13代　日首
- 第14代　久遠院日円
- 第15代　日乗
- 第16代　久遠院日教
- 第17代　雲竜院日研
- 第18代　遠寿院日真
- 第19代　恵林院日達
- 第20代　日量
- 第21代　長恩院日要
- 第22代　本興院日恵
- 第23代　日泰
- 第24代　瑞光院日遦
- 第25代　浄光院日邐
- 第26代　便妙院日逞
- 第27代　日忠
- 第28代　日住
- 第29代　貫正阿日睿
- 第30代　貫善阿日弘（橋本阿、道号：寛善、俗姓：小笠原）
- 第31代　小笠原阿英道院日芳（道号：泰英、俗姓：小笠原）
- 第32代　証種院日垕（日垢との表記もあるが誤記）
- 第33代　広善院日貫
- 第34代　恵光院日章上人（俗姓：大川）
- 第35代　久遠院日鳳上人（道号：文覚、俗姓：相馬）
- 第36代　上蓮阿仙流院日文贈上人（道号：祐覚、俗姓：貞広）
- 第37代　日達上人（総本山第66世・本門寺貫主兼務）（道号：精道、俗姓：細井）
- 第38代　日顕上人（総本山第67世・本門寺貫主兼務）（道号：信雄、俗姓：阿部）
- （副住職　大野阿智浄房日透大徳（俗姓：三好、昭和48年9月就任～60年1月逝去））
- 第39代　法護阿日淳贈上人（道号：慈正、俗姓：稲尾）
- 第40代　横田智研
- 第41代　慧浄院日経（道号：慈文、俗姓：梶原）

## 文化財
本門寺が所有する「絹本著色日蓮聖人像狩野常信筆」と「本門寺中世文書」が2012年3月に香川県有形文化財に指定されることになった。絹本著色日蓮聖人像狩野常信筆（縦103cm、横58cm）は、日蓮聖人画像「夢之御影」の写しで、当時の狩野派で中心画家の一人だった常信が17世紀中頃に制作し、のちに秋山泰忠の子孫が「夢之御影」とともに本門寺に寄進したとされる。本門寺中世文書のほうは、14世紀中頃～16世紀の寺運営取り決めや寺領譲渡の記録文書20点で、地方寺院から有力な法華宗寺院に発展する過程を文書で明らかにしている。本門寺は13世紀末に甲斐から讃岐へ移った甲斐源氏の一族である秋山泰忠が創建したと伝えられるが、この文書は蒙古襲来に備えて西国に下った秋山氏についても触れており、歴史学上も価値が高い。

## 伽藍
- 三門　寛延元(1748)年建立
- 本堂（御影堂）　天明元(1781)年建立。七軒四面総欅造り。宗祖板曼荼羅本尊・宗祖御影を安置。
- 開山堂　元禄10(1697)年建立。吊り上げ式格子戸腰板はずしという方式の建築。広縁が能舞台としても使用可能。町指定文化財。日興板曼荼羅本尊・日仙御影安置。
- 客殿　明治43年に焼失。大正9年11月再建。日興板曼荼羅本尊安置。
- 精霊殿（位牌堂）
- 鐘楼　明治20年建立。「久遠の梵鐘」と称している。
- 宝蔵　明治15年建立。昭和59年に現在地に移転。日蓮真筆曼荼羅本尊、日興書写曼荼羅本尊、二十六世日寛書写曼荼羅本尊他、歴代法主書写曼荼羅本尊、宗祖御影画（通称：夢の御影）、日興御画像、本門寺文書等所蔵。

- 内塔中　法善坊、泉要坊、奥之坊（正信会占拠中）、西之坊（正信会占拠中）
- 外塔中　中之坊、西山坊、宝光坊(現在は廃坊、墓地等の敷地は本門寺が管理)、上之坊

　　　　 中之坊の墓地には、本門寺開基・日仙の正墓がある。
- 旧末寺　妙行寺・福成寺・妙法寺(現在は廃寺)

## 行事
年中行事
- 1月1日 元旦勤行
- 1月1日 - 1月3日 新年勤行
- 1月7日 日仙上人法要・墓参
- 2月3日 節分会
- 2月7日 日興上人法要
- 2月16日 宗祖御誕生会
- 3月5日 日高会
- 春分の日 春季彼岸会
- 4月28日 宗旨建立会
- 7月16日 御霊宝虫払法要
- 8月10日 盂蘭盆会
- 8月15日 日仙上人墓参
- 8月最終日曜日 灯篭供養
- 9月12日 竜の口法難会
- 秋分の日 秋季彼岸会
- 10月1日 日精贈上人法要
- 11月15日 日目上人法要
- 11月中旬 七五三祝
- 11月22日 - 11月25日 大坊市
- 11月22日 - 11月23日 御会式
- 11月25日 本門寺歴代満山供養

月例行事
- 7日 日興上人御講
- 第1日曜日 広布唱題会
- 第2日曜日、13日 宗祖御報恩講
- 15日 日目上人御講

## 交通アクセス
- JR予讃線みの駅から徒歩1分
本寺院は同駅の旧駅名「高瀬大坊駅」の由来でもある。